# My Feeling for the Blues
My Feeling for the Blues — студійний альбом американського блюзового музиканта Фредді Кінга, випущений у 1970 році лейблом Cotillion.

## Опис
Цей альбом став другим для Фредді Кінга на лейблі Cotillion, дочірньому Atlantic після Freddie King Is a Blues Master, який вийшов у 1969 році. У записі альбому взяли участь сесійні музиканти лейблу, зокрема відомі джазові саксофоністи Френк Весс, Джордж Коулмен, Кінг Кертіс (який також виступив як продюсер цього альбому), Г'ю Маккрекен на губній гармоніці та ін. Альбом включає 11 пісень, серед яких переважно кавер-версії «Yonders Wall» Елмора Джеймса, інструментальна версія пісні «What'd I Say» Рея Чарльза, «Stormy Monday» Ті-Боун Вокера, «You Don't Have to Go» Джиммі Ріда та дві власні Кінга: інструментальна «Stumble» і заглавна «My Feeling for the Blues». Аранжування альбому здійснили піаніст Донні Гетевей та Кертіс.

## Список композицій
1. «Yonders Wall» (Елмор Джеймс) — 3:18
2. «Stumble» (Фредді Кінг) — 3:32
3. «I Wonder Why» (Мел Лондон) — 2:18
4. «Stormy Monday» (Ті-Боун Вокер) — 4:24
5. «I Don't Know» (Джо Томас, Віллі Мейбон) — 3:04
6. «What'd I Say» (Рей Чарльз) — 2:58
7. «Ain't Nobody's Business What We Do» (Джиммі Візерспун) — 3:37
8. «You Don't Have to Go» (Джиммі Рід) — 2:26
9. «Woke Up This Morning» (Б. Б. Кінг, Жуль Тауб) — 3:10
10. «Things I Used to Do» (Едді «Гітар Слім» Джонс) — 3:47
11. «My Feeling for the Blues» (Кертіс Ауслі, Фредді Кінг) — 2:07

## Учасники запису
- Фредді Кінг — гітара, вокал
- Г'ю Маккрекен — губна гармоніка (8)
- Ерні Роял, Мартін Бенкс — труба
- Кінг Кертіс — тенор-саксофон (6), бас-маримба (6), аранжування (9)
- Френк Весс, Джордж Коулмен — тенор-саксофон
- Тревор Лоуренс, Віллі Бріджис — баритон-саксофон
- Корнелл Дюпрі — ритм-гітара
- Джордж Стаббс — фортепіано
- Джеррі Джеммотт — бас-гітара
- Кеннет Райс — ударні
- Донні Гетевей — аранжування (1—8, 10, 11)

Технічний персонал
- Кінг Кертіс — продюсер
- Джером Геспер, Білл Арльт — інженер [запис]
- Хейг Адішян — дизайн [обкладинка]
- Волтер Айосс, мол. — фотографія [обкладинка]